# Siesta 〜Film of Dreams〜
『Siesta 〜Film of Dreams〜』（シエスタ フィルム オブ ドリームズ）は、日本のロックバンド、L'Arc〜en〜Cielのイメージビデオ集。VHS版・LD版は1994年12月1日、DVD版は2003年12月17日に発売。発売元はKi/oon Sony Records。

## 解説
本作品は、4つのショートムービーとアルバム『Tierra』の収録曲のミュージック・ビデオを収めた映像集で、L'Arc〜en〜Cielの映像作品の中ではかなり異色の作品となっている。ちなみに、本作のタイトルとして付けられた『Siesta』は、スペイン語で『昼寝』を意味している。
本作に収録された4つのショートムービーは、メンバー4人自らが企画したプランを基に、映像作家の二階健が監督として撮影したものとなっている。また、メンバーは自身が企画したそれぞれのムービーで主演を担当している。短編映像の内容は、ストーリー性よりも視覚的・抽象的な表現に重点が置かれた複雑で難解なものが多く、特にkenが主演・企画した「A TWISTED CIRCLE」や、sakuraが主演・企画した「un tilleul」は、一見すると理解できない世界観に仕上がっている。本作を制作した理由について、tetsuyaは「これは4人の個性を明確に出す為に作った」と語っている。また、sakuraは「今までこの4人でラルクだって、いろいろな所で言ってきた事が、この作品で少しは理解してもらえるのかなと思うんですよ。一人一人がこうだから、だからこうなんだよって感じで。ラルクが好きでいてくれている人達は、より深く知ることが出来るし、ラルクを知らない人達も、音楽ビデオとは言い切ってないわけだから、それはそれで確実に楽しめる作品だと思うんですよ」と述べている。ちなみに映像で使われている挿入曲は、ありものの曲を一部使用しているが、ほとんどが本作のために各メンバーが制作したオリジナルのサウンドトラックとなっている。
本作には、各メンバーが主演・企画した4つのショートムービーの他に、アルバム『Tierra』に収録された楽曲「風の行方」のミュージック・ビデオと「瞳に映るもの」のイメージビデオが収録されている。この2曲を使った映像も二階健がディレクターを担当している。ちなみに「風の行方」の映像ではメンバー4人が出演しているが、「瞳に映るもの」ではメンバーが誰一人として映っていない。また、2つの映像は、2019年12月11日から公式YouTubeアーティストチャンネルにおいてYouTube Music Premium限定で有料公開されている。前述のYouTubeチャンネルでの有料公開開始から約2年4ヶ月後となる2022年4月1日からは、同サイトで映像の無料公開が開始されている。
「風の行方」のミュージック・ビデオは、モロッコのワルザザートで撮影されている。撮影場所を決めた経緯について、sakuraは「最初にビデオ・スタッフから海外で撮りたいという話があって。それならどういうものがいいかと、まず曲を考えようという事になって、「風の行方」に決まって、そこから絵を考えた時に町並がまず浮かんできて、こういうのがいいんじゃないかってイメージの写真がモロッコに近かったんですよ。だから曲が優先で決まったというか」と述べている。また、kenはこの映像について「最初に4人の違う面を見て、最後に4人揃った作品があると、新しい感覚で見たり聴いたり出来るんじゃないかな」と述べている。ちなみにこの映像には、世界遺産のアイト・ベン・ハッドゥも映っている。余談だが、映画評論家のくれい響は、このミュージック・ビデオについて「明らかにアッバス・キアロスタミ作品を意識している」と分析している。
また、「風の行方」の映像の中でkenは、ギターを弾かず木彫りの猫を削っている。これは、映像制作の打ち合わせで「映像の中でギターを弾いても当たり前すぎてつまらない」という話があがったことを受け、hydeが映画『ブレードランナー』から着想を得て、ギターの代わりに木彫りの猫を持つことを提案したことがきっかけとなっている。このことについて、hydeは「最初はkenはギターを弾くシーンを撮るはずだったんですけど、それだと当たり前すぎてつまんないだろうって話になって。映画の『ブレードランナー』で、どこかに行く度に人形を作っている人が出てくるでしょ、紙で犬や人を作っている人。ああいう雰囲気がいいかなって、俺が案を出したんですよ。その前のkenの短編映画（本作に収録された「A TWISTED CIRCLE」のこと）に猫が出てくるから、猫がいいかなって」と語っている。ちなみに木彫りの猫は、hydeとkenがオフの時間に作っていたという。hydeは木彫りの制作を振り返り「kenの撮影で、彫り物の猫を使おうって話になって。それが決まった次の日から撮影で、急に用意しなければならなくて、慌ててホテルの横で木を拾ってきてカッターで3日間ぐらいかかって彫っていたんですよ」「最初は俺が彫っていて、疲れたらken。sakuraは面白がって、撮影の合間にやっていたんです」と述懐している。なお、sakuraはこのエピソードについて「丁寧に彫っていたら、"ダメだよ、そんなに丁寧にやっちゃ。ラフさがいいんだから"とか言われて、仕上げた所をまた粗くやり直させれられたりして（笑）」と述懐している。
余談だが、L'Arc〜en〜Cielは撮影のためモロッコに10日間ほど滞在することになったが、帰国後に受けたインタビューでメンバーは、食事や環境などの衛生面が肌に合わなかったとコメントしている。後年hydeはモロッコでの生活を振り返り、「あそこまで“異国”だった国はないですね。そのあと他の国に行っても、“普通だな”と思ってしまう」と述べている。ちなみにこのモロッコ渡航は、L'Arc〜en〜Cielの当時のメンバーにとって初の海外渡航となっている。
フィジカルは通常盤（VHS/LD）の1形態でリリースされている。そして2003年12月17日には、DVD版が未発売だった本作品に加え、『眠りによせて』『and She Said』『heavenly 〜films〜』の計4タイトルのDVD版、さらに『A PIECE OF REINCARNATION』と『ハートに火をつけろ!』の計2タイトルのDVD再発版が同時発売されている。

## 収録曲
1. Opening Title
（ディレクター: 二階健）
2. Le(a) Côté
（主演・企画: tetsu / ディレクター: 二階健）
この短編映像は、主演・企画を担当したtetsuya曰く「ストーリーには深い意味はない[1]」という。ちなみに映像のタイトルは、フランス語で「ある側面」を意味しており、「ル・コーテ」と読む。
映像の内容について、tetsuyaは「最初に自分がやりたいシチュエーションを監督に言って、それをうまくこじつけてもらってという。こういう事が言いたいんですっていうものはない[1]」と述べている。また、tetsuyaは映像の制作イメージについて「僕はコマーシャルみたいな風景で撮りたかったんです。自分が好きな映像を作っていったらああなったんです[1]」と述べており、tetsuyaが希望した「ヨーロッパ映画にあるような雰囲気」や「自分で車を運転するシーン」、「海辺でのシーン」が映像に取り入れられることになった[1]。
映像の挿入曲は、1曲ありものの曲を使用しているが、残りは企画を担当したtetsuyaが制作している[1]。なお、この映像における海辺のシーンでは、音楽ユニット、POiSON GiRL FRiENDの楽曲「DOOMED LOVE」が使用されている[5]。
余談だが、この映像には「Sweet December」と題した続編が存在している。続編の映像も二階健が監督を担当しており、2002年12月25日にtetsuyaがソロ名義で開催したライヴ「TEZMANサンタ Presents TETSU69 special Christmas night Sweet December」において映像公開が行われている。また、続編の映像は、tetsuyaが2017年にソロ名義で発表した映像作品『THANK YOU』に約15年越しで収録されている。
3. A TWISTED CIRCLE
（主演・企画: ken / ディレクター: 二階健）
この短編映像の制作にあたり、主演・企画を担当したkenは「諄さのない、さりげないものをつくりたかった」と述べている。また、kenは当初の制作イメージについて「最初、ホノボノとした俺の一日を撮ろうっていう企画があった」と述べている。
さらに、映像の中には、kenが幼い頃から撮ってみたいと思っていた「濡れ場のシーン」や「人が運転している車に乗っているシーン」、「ピストルで撃たれるシーン」が挿入されている[1]。ちなみに、この濡れ場シーンの編集前の尺は、本作に収録された映像の尺と比べ、大分長かったという。この短編映像を観たtetsuyaは「kenのプライヴェートが良く表れているんじゃないかと（笑）[1]」と感想を述べている。
また、kenは映像撮影を振り返り「カット割りで面白い事が出来ないかなって、最初の絡みのシーンでも上や横から撮ったり。"twisted circle"って題なんですけど、結局一辺倒で終わるのではなく、入れ替わったり戻ったりの繰り返しがあるっていう。そういう部分をキー・ポイントにしているんです[1]」と語っている。
映像の挿入曲は、1曲ありものの曲を使用しているが、残りは企画を担当したkenが制作している。なお、この映像における黒い部屋のシーンでは、嶺貞子&ピュイグ＝ロジェが演奏したアントニオ・ヴィヴァルディのイタリア歌曲「私は泣き呻き（Piango, gemo）」が使用されている[5]。余談だが、後年kenが作曲した楽曲「Shout at the Devil」の原型は、この作品を制作しているときに生まれたという[6]。
4. un tilleul
（主演・企画: sakura / ディレクター: 二階健）
この短編映像は、主演・企画を担当したsakura曰く「人間の中にある葛藤を入り乱れて表したもの[1]」であり、ホラーを意図した作品ではないことを示唆している。ちなみに映像のタイトルは、フランス語で「菩提樹」を意味しており、「アン・ティヨル」と読む。
また、sakuraは映像について「自分の中では凄くぶつかっているんですけど、精神社会と幼虫、サナギ、成虫という状態を関連づけて、それに比例して当てはめているんです[1]」と述べている。さらに映像の中には、sakuraが考えた語りのような字幕が挿入されている[1]。なお、この映像は、sakuraが余計なものを削ぎ落とした結果、新たな自分を覚醒させるところで終了する。
映像の挿入曲は、企画を担当したsakuraが制作しており、自らで多くの楽器を演奏しているという[1]。挿入曲のレコーディングでsakuraは、普段演奏しないキーボードや民族楽器などを演奏している[1]。なお、映像の監督を務めた二階健からは「映像のイメージそのもの」という理由で、アルバム『Tierra』の収録曲「Inner Core」を挿入曲に使うことを勧められたという[1]。
余談だがこの短編映像は、sakuraの構想では長編作品になる予定だったが、収録時間の都合で短縮されている[1]。本作発売当時に受けたインタビューにおいて、sakuraは「今回は長い構想を短縮させてしまったから、わかり辛いかなとも思うんですけど。あれには実はまだ続きがあるんですよ。だけど、あれはあれで言いたい事は完結させてあるんですけど[1]」と述べている。
5. 窓 -Fenêtre-
（主演・企画: hyde / ディレクター: 二階健）
この短編映像は、主演・企画を担当したhyde曰く「全体的にはけだるい感じを出したかった[1]」という。映像のイメージについて、hydeは「どうなったっていいや、みたいな…そういうのをやりたかった[1]」「舟でオールが流されていくシーンがあって。このまま波に流されてどこに行くのか、このまま死んでもいいし、（舟に一緒に乗る）この人はそんなに好きじゃないけど、側にいたらいたでいいなっていう[1]」と語っている。また、hydeは映像制作を振り返り「ラスト・シーンを最初に考えて、そこから付けて足していった[1]」と述べている。
映像の挿入曲は、企画を担当したhydeが制作している。ちなみにこの映像の一部は、アルバム『Tierra』の収録曲「White Feathers」の詞世界がモチーフになっている。
余談だが、この映像の中に登場する文鳥は、hyde曰く「唯一の友達」をイメージしたものだという[1]。映像の中でhydeは文鳥を連れているが、これは映画『ブレードランナー』に登場するルトガー・ハウアー演じるレプリカントが肩に鳩を乗せていたシーンをオマージュしたものだという[1]。本作発売当時に受けたインタビューにおいて、hydeは「最初は鳩をイメージしていたんですよ。それも『ブレードランナー』なんですけど。肩に鳩を乗せているシーンがあって、それをやりたかったんですけど、鳩って噛まれたら痛そうじゃないですか（笑）。それで文鳥でいいやって[1]」と述べている。
6. 風の行方
（ディレクター: 二階健）
7. Special present from Peaceful Land
（ディレクター: 二階健）

## クレジット
フィジカルに付属するブックレットより転載。日本語表記が確認出来ない部分に関しては原文ママとする。
4つのショートムービーと「風の行方」のクレジットは、本作で使用した他ミュージシャンの楽曲の詳細以外、各映像の最後で確認することが可能。
| Le(a) Côté (※) Cast, Staffの詳細はムービーを参照 - Concept by tetsu - Director: 二階健 - Background Music (Scene of Sea): 「DOOMED LOVE」 by POiSON GiRL FRiEND (NIPPON COLUMBIA CO., LTD.) A TWISTED CIRCLE (※) Cast, Staffの詳細はムービーを参照 - Concept by ken - Director: 二階健 - Background Music (Scene of Black Room): 「Piango, gemo」(A.VIVALDI) by Sadako Mine(Soprano) & Puig=Roget(Paino) un tilleul (※) Cast, Staffの詳細はムービーを参照 - Concept by sakura - Director: 二階健 窓 -Fenêtre- (※) Cast, Staffの詳細はムービーを参照 - Concept by hyde - Director: 二階健 | 風の行方 - hyde: Vocal - ken: Guitar - tetsu: Bass - sakura: Drums & Percussion - Sound Director: 大石征裕, Syoji Yamanishi - Hair & Make Up: Takako Ishii - Still Cameraman: Akira Kitajima - Assistant Still Cameraman: Megumi Seki - Edit: Ryoichi Watanabe - M,A,; Mitsutoshi Kunisue - Thanks to Danger Crue, NOVA, SEP, Shinco Music, Richel, Kazue Yamagase - Special Thanks to Goto Iguchi - A&R: Harry Yoshida, Shinya Aratake - Artist MAnager: Chikashi Momma - Producer: Hirotaka Kajita - Excective Producer: Toshio Ishii, Yuji Ishida, Akiyoshi Nishioka - Superviser: 丸山茂雄 - Camera & Dirctor: 二階健 [Booklet Staff] - Photo: Shoji Uchida (Page 3,7), Yosuke Komatsu (Page 11,15), Akira Kitajima (Cover Photo and the Others) - Coordination: Takako Miura - Design: Toru Sato - Mac. & Finish: Kimio Tsubaki (BRIGHT inc.) - Art Direction & Design: 二階健 |